# Heather Doerksen

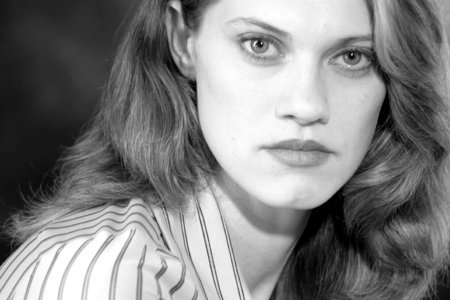
Heather Doerksen (2007)

Heather Doerksen (ˈdɜːrksᵻn; * 12. Februar 1980 in Winnipeg, Manitoba) ist eine kanadische Schauspielerin und Synchronsprecherin.

## Leben
Heather Doerksen studierte an der Simon Fraser University in Burnaby. Seit 2001 war sie in mehr als 70 Film- und Fernsehproduktionen zu sehen.
Von 2005 bis 2008 spielte sie in Fernsehserien wie Stargate Atlantis und Battlestar Galactica. 2013 spielte sie in Pacific Rim Sasha Kaidanovsky.
2012 und 2018 wurde sie für den Leo Award nominiert.

## Filmografie (Auswahl)
- 2005–2008: Smallville (Fernsehserie, 4 Folgen)
- 2005–2008: The L Word – Wenn Frauen Frauen lieben (Fernsehserie, 3 Folgen)
- 2005–2007: Stargate Atlantis (Fernsehserie, 6 Folgen)
- 2005–2008: Battlestar Galactica (Fernsehserie, 4 Folgen)
- 2006: Blade – Die Jagd geht weiter (Fernsehserie, 1 Folge)
- 2006: Kyle XY (Fernsehserie, 1 Folge)
- 2007: Der Glücksbringer (Good Luck Chuck)
- 2007: Supernatural (Fernsehserie, 1 Folge)
- 2008: The Eye
- 2008: Das Vermächtnis der Azteken (The Lost Treasure of the Grand Canyon)
- 2008: Der Tag, an dem die Erde stillstand (The Day the Earth Stood Still)
- 2009: Der Fluch der 2 Schwestern (The Uninvited)
- 2010: Marmaduke
- 2010: Die Liste (The Client List)
- 2010–2011: Fringe – Grenzfälle des FBI (Fernsehserie, 4 Folgen)
- 2011: Schwerter des Königs – Zwei Welten (In the Name of the King 2: Two Worlds)
- 2012: Ambrosia
- 2012: The Cabin in the Woods
- 2012: True Justice (Fernsehserie, 1 Folge)
- 2012: Abducted: The Carlina White Story
- 2013: Pacific Rim
- 2013–2014: Once Upon a Time in Wonderland (Fernsehserie, 3 Folgen)
- 2014: Big Eyes
- 2018: Take Two (Fernsehserie, 3 Folgen)
- 2018: All of My Heart – The Wedding (Fernsehfilm)
- 2020: Welcome to the Circle
- 2021: Charmed (Fernsehserie, 5 Folgen)
- 2023: Fourth Down and Love (Fernsehfilm)
- 2024: A Whitewater Romance (Fernsehfilm)
- 2024: Resident Alien (Fernsehserie, 1 Folge)

## Synchronsprecherin
- 2006: The Barbie Diaries
- 2008: Barbie und das Diamantschloss
- 2008: Death Note (Manga-Serie, 6 Folgen)
- 2009: Nana (Manga-Serie, 2 Folgen)
- 2015–2018, seit 2022: Ninjago (Animationsserie, 28 Folgen)
- 2017: Dinotrux (Animationsserie, 1 Folge)